# Crystal Smith
Crystal Smith (Haughton, 12 marzo 1984) è un'ex cestista statunitense, professionista nella WNBA.

## Carriera
È stata selezionata dalle Phoenix Mercury al terzo giro del Draft WNBA 2006 (32ª scelta assoluta).